# Schleicher ASK 21

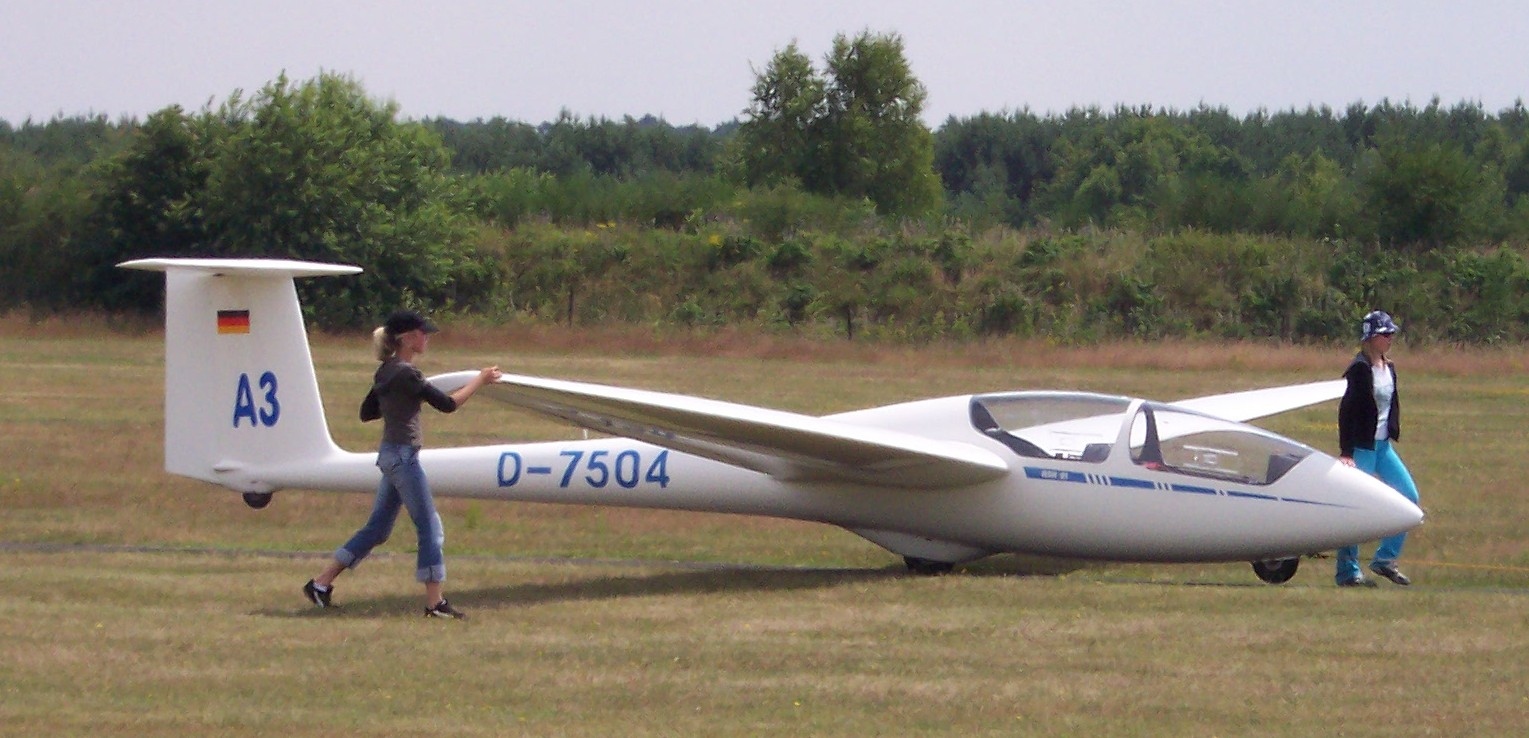
Schleicher ASK 21

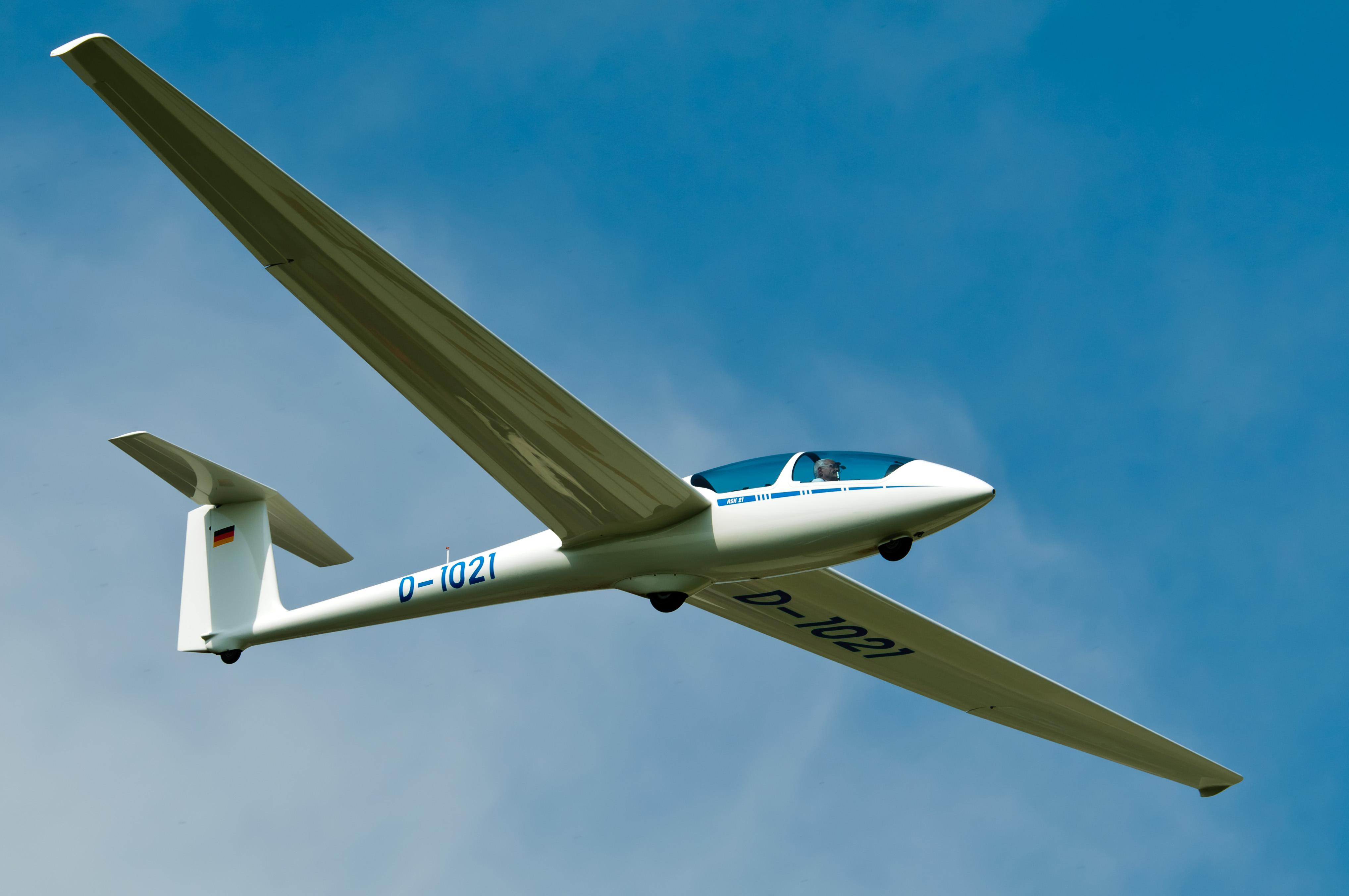
ASK 21 „D-1021“ im Endanflug auf den Segelflugplatz Kamen-Heeren

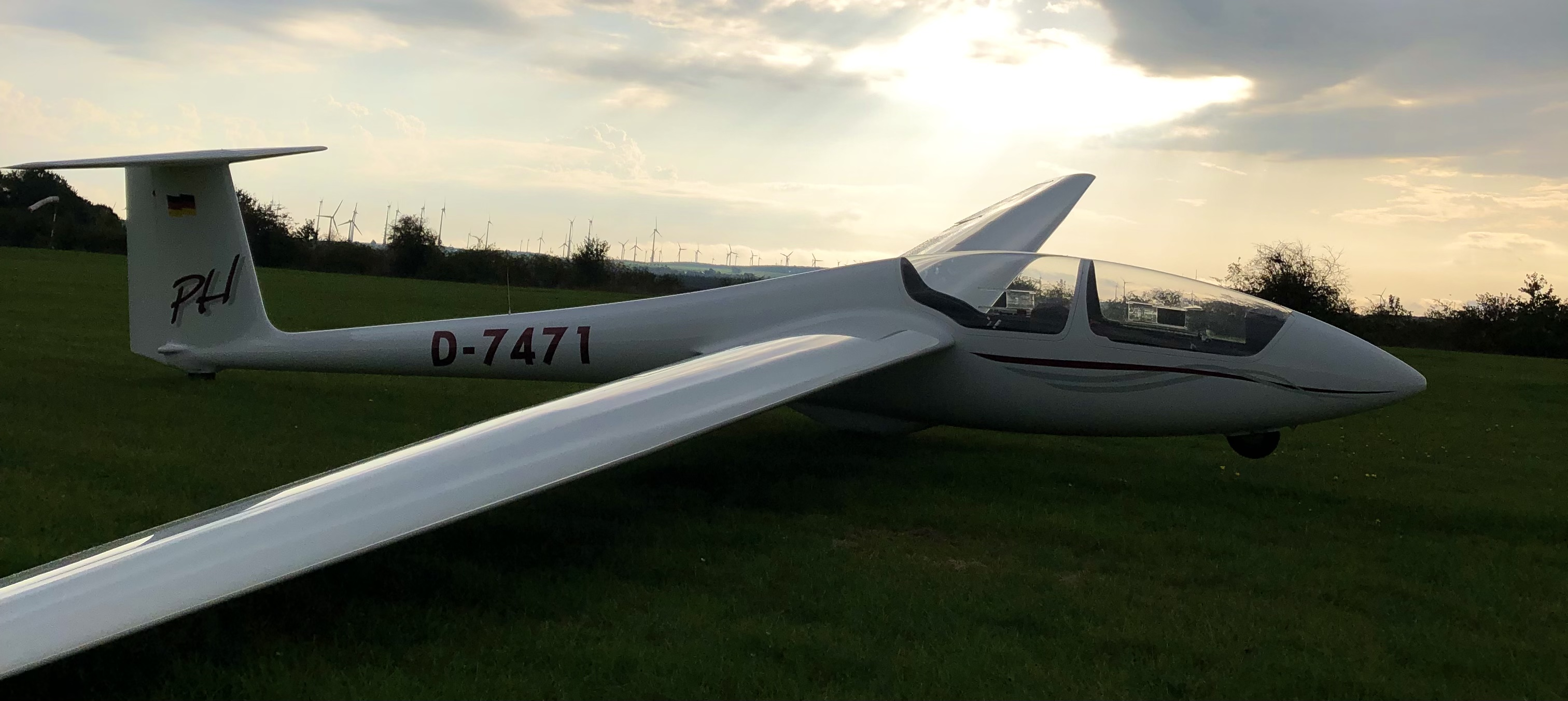
ASK 21 am Haxterberg

Die Schleicher ASK 21 ist ein zweisitziges Segelflugzeug in GFK-Bauweise als Mitteldeckerausführung mit gedämpftem T-Leitwerk für Schulung, Kunstflug, Leistungsflug und unter bestimmten Auflagen auch Wolkenflug. Der Segelflug-Index beträgt 92. Sie ist neben der Schleicher ASK 13 – als deren Nachfolger sie konzipiert wurde – oder auch dem Twin Astir eines der am weitesten verbreiteten Flugzeuge zur Ausbildung von Segelfliegern.

## Geschichte
Die ASK 21 wurde von Ing. Rudolf Kaiser als Nachfolger der populären ASK 13 konstruiert, um den Bedarf an einem modernen Zweisitzer zu decken, der die Lücke zwischen Schulungs- und einsitzigen Hochleistungssegelflugzeugen schließt.
Die ASK 21 ist der erste Voll-GFK-Doppelsitzer des Herstellers Alexander Schleicher und das letzte Voll-GFK-Segelflugzeug in Produktion (Stand 2016[veraltet]). Der Prototyp hob erstmals im Dezember 1978 ab und die Produktion lief 1979 an. Die United States Air Force Academy beschaffte in den Jahren 1986 und 1987 fünf ASK 21 unter der Bezeichnung TG-9 für ihr Schulungsprogramm. Das Flugzeug wird noch produziert, und es sind über 900 Exemplare gebaut worden. Im Dezember 2004 startete die ASK 21 Mi als eigenstartfähiges Schulungsflugzeug zum Erstflug.
Im Juli 2018 erfolgte der Erstflug der ASK 21 B, einer in Details überarbeiteten Version des Segelflugzeuges.
Im Frühjahr 2022 wird die 1000. ASK 21 (in der B-Version) fertiggestellt werden.

## Konstruktion
Die beiden hintereinander angeordneten Pilotensitze sind mit Doppelsteuer sowie verstellbaren Sitzschalen und Seitenruderpedalen ausgerüstet. Falls der Pilot nicht das notwendige Mindestgewicht aufweist, können die notwendigen Trimmgewichte in Form von Bleiplatten vor dem vorderen Sitz festgeschraubt werden. Durch die Lage weit vor dem Schwerpunkt kann jedes Kilogramm Blei 1,25 kg an fehlendem Pilotengewicht im vorderen Sitz ausgleichen. Die Rumpfschale besteht aus einem Tubus-Sandwich und bietet somit passive Unfallsicherheit bei geringem Bauteilgewicht.
Der zweiteilige freitragende Mitteldeckerflügel ist eine einholmige Konstruktion aus mit Glasfasern verstärktem Kunststoff ohne Wölbklappen, aber mit Luftbremsen, die über jedem Flügel arbeiten. Die Flügelspitzen sind nach unten gerichtet, wodurch ein Start mit am Boden liegendem Flügel ermöglicht wird, das gilt aber nur für Flugzeugschlepp und nicht Windenschlepp.
Das T-Leitwerk hat eine feste Höhenflosse und ein Höhenruder mit Federtrimmung und automatischen oder bei älteren Versionen manuellen Anschlüssen. Das Fahrwerk besteht aus zwei nicht einziehbaren Rädern. Das Hauptrad mit Scheibenbremse liegt hinter dem Flugmassenschwerpunkt. Es ist aerodynamisch verkleidet, was das Aufpumpen des Rads etwas erschwert. Das Leitwerk ist mit einem Gummisporn oder einem Spornrad versehen.
Die ASK 21 Mi ist mit einem Antrieb durch einen Einscheiben-Wankelmotor ausgestattet, der bei einer Drehzahl von 7700/min 41 kW (56 PS) leistet. Ein Eigenstart ist so ohne Probleme möglich. Das Bugrad ist bei der „Mi“ mit dem Seitenruder gekoppelt. Außerdem sind in den Flügelspitzen Rollen angebracht – so kann ohne Helfer mit am Boden liegendem Flügel gerollt und gestartet werden. Die ASK 21 Mi ist wegen der größeren Massen nur für einfachen Kunstflug zugelassen.
Die normale Betriebszeit von 12.000 Stunden kann mit bestimmtem Maßnahmen auf maximal 18.000 Stunden erhöht werden.
Die ASK 21 B wird seit Werknummer 950 im Jahr 2018 als Nachfolger der alten Version mit einigen Detailverbesserungen produziert. Sie hat als wesentliche Änderung ein überarbeitetes Cockpit insbesondere für große Piloten. Neu gestaltet wurden die Instrumentenbretter, der vordere Haubennotabwurf, die Trimmanzeige und die Lüftungsdüsen. Das Hauptfahrwerk bekam das größere Hauptrad der 21 Mi sowie ein Heckrad serienmäßig. Zudem wurden automatische Ruderanschlüsse eingebaut und ein Trudelballastbehälter fand innerhalb der Seitenflosse Platz. Die Querruder sind nun wirksamer und ermöglichen höhere Rollraten.

## Flugeigenschaften

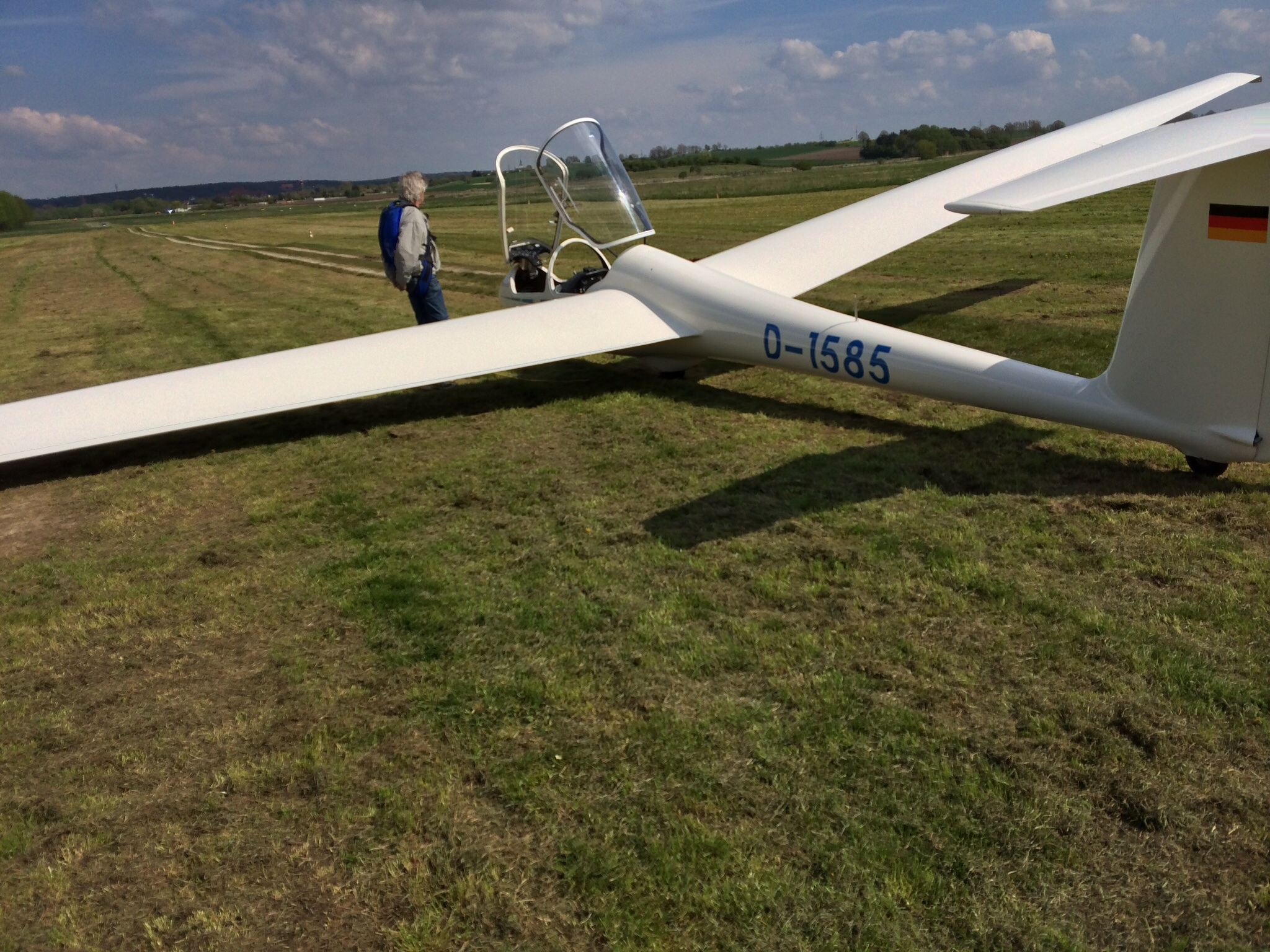
ASK 21 mit geöffneten Hauben bei Startvorbereitungen.

Das Tragflächenprofil ergibt gute Langsamflugeigenschaften (nominelle Strömungsabrissgeschwindigkeit bei Einzelpilot ca. 65 km/h), die es ermöglichen, auch schwache Thermik auszunutzen. Die Flugeigenschaften sind sehr gutmütig: So ist es fast unmöglich, die ASK 21 ins Trudeln zu bringen, selbst in einem starken Sackflug bleibt sie gut steuerbar. Es gibt aber die Möglichkeit, durch das Anbringen von Bleigewichten am Leitwerk den Schwerpunkt so weit nach hinten zu verlagern, dass Trudeln für Sicherheitseinweisung möglich wird. Kunstflug mit montiertem Trudelballast ist jedoch unzulässig.
Einsitzig steigt die ASK 21 in der Thermik fast wie eine K 8. Die Leistungen im Schnellflug stehen deutlich hinter denen modernerer Segelflugzeuge zurück. Für Strecken bis 500 km ist sie bei gutem Wetter aber jederzeit geeignet. Zudem ist sie auch ein gutmütiges Kunstflugzeug und wird deshalb auch sehr viel in der Kunstflugschulung eingesetzt.

## Technische Daten
| Kenngröße                                   | Daten                              |
| ------------------------------------------- | ---------------------------------- |
| Spannweite                                  | 17 m                               |
| Flügelfläche                                | 17,95 m²                           |
| Flügelstreckung                             | 16,1                               |
| Rumpflänge                                  | 8,35 m                             |
| Cockpit-Sitzhöhe                            | 0,90 m                             |
| Cockpitbreite (lichte Weite)                | 0,68 m                             |
| Höhe am Leitwerk                            | 1,55 m                             |
| Flügelprofil                                | Wortmann FX S 02-196 und FX 60-126 |
| Größtes Lastvielfaches (180 km/h)           | +6,5g bis −4,0g                    |
| Größtes Lastvielfaches (280 km/h)           | +5,3g bis −3,0g                    |
| Leermasse mit Mindestausrüstung             | ca. 360 kg                         |
| max. Abflugmasse                            | 600 kg                             |
| Flächenbelastung (85 kg Zul.)               | 24,5 kg/m²                         |
| Flächenbelastung (200 kg Zul.)              | 31,0 kg/m²                         |
| Zuladung Cockpit vorn                       | max. 110 kg                        |
| Zuladung Cockpit hinten                     | max. 110 kg                        |
| Höchstgeschwindigkeit                       | 280 km/h                           |
| Mindestgeschwindigkeit (einsitzig)          | 65 km/h                            |
| Mindestgeschwindigkeit (doppelsitzig)       | 74 km/h                            |
| Manövergeschwindigkeit                      | 180 km/h                           |
| Höchstgeschwindigkeit bei starker Turbulenz | 200 km/h                           |
| Bremsklappen ausfahren                      | bis 280 km/h                       |
| Geringstes Sinken (einsitzig)               | 0,65 m/s                           |
| Gleitzahl                                   | 33,5                               |

Technische Daten der ASK 21 Mi
| Kenngröße               | Daten                                  |
| ----------------------- | -------------------------------------- |
| Triebwerk               | Diamond-Drehkolbenmotor                |
| Leistung                | 41 kW (56 PS) bei 7700/min             |
| Verbrauch               | 19 l/h (Steigflug); 14 l/h (Reiseflug) |
| Rumpftankvolumen        | 23,2 l                                 |
| Reisegeschwindigkeit    | 140 km/h                               |
| Steigleistung           | ca. 2,7 m/s                            |
| Reichweite              | hängt vom Wetter ab                    |
| Startrollstrecke        | 250 m                                  |
| Rüstmasse               | ca. 475 kg                             |
| max. Abflugmasse        | 700 kg                                 |
| Flächenbelastung (max.) | 39 kg/m²                               |
| Zuladung Cockpit vorn   | max. 110 kg                            |
| Zuladung Cockpit hinten | max. 110 kg                            |
| Zuladung Cockpit gesamt | max. 205 kg                            |
| Mindestgeschwindigkeit  | 78 km/h                                |
| Gleitzahl               | 34 bei 90 km/h                         |

Dreiseitenriss ASK 21

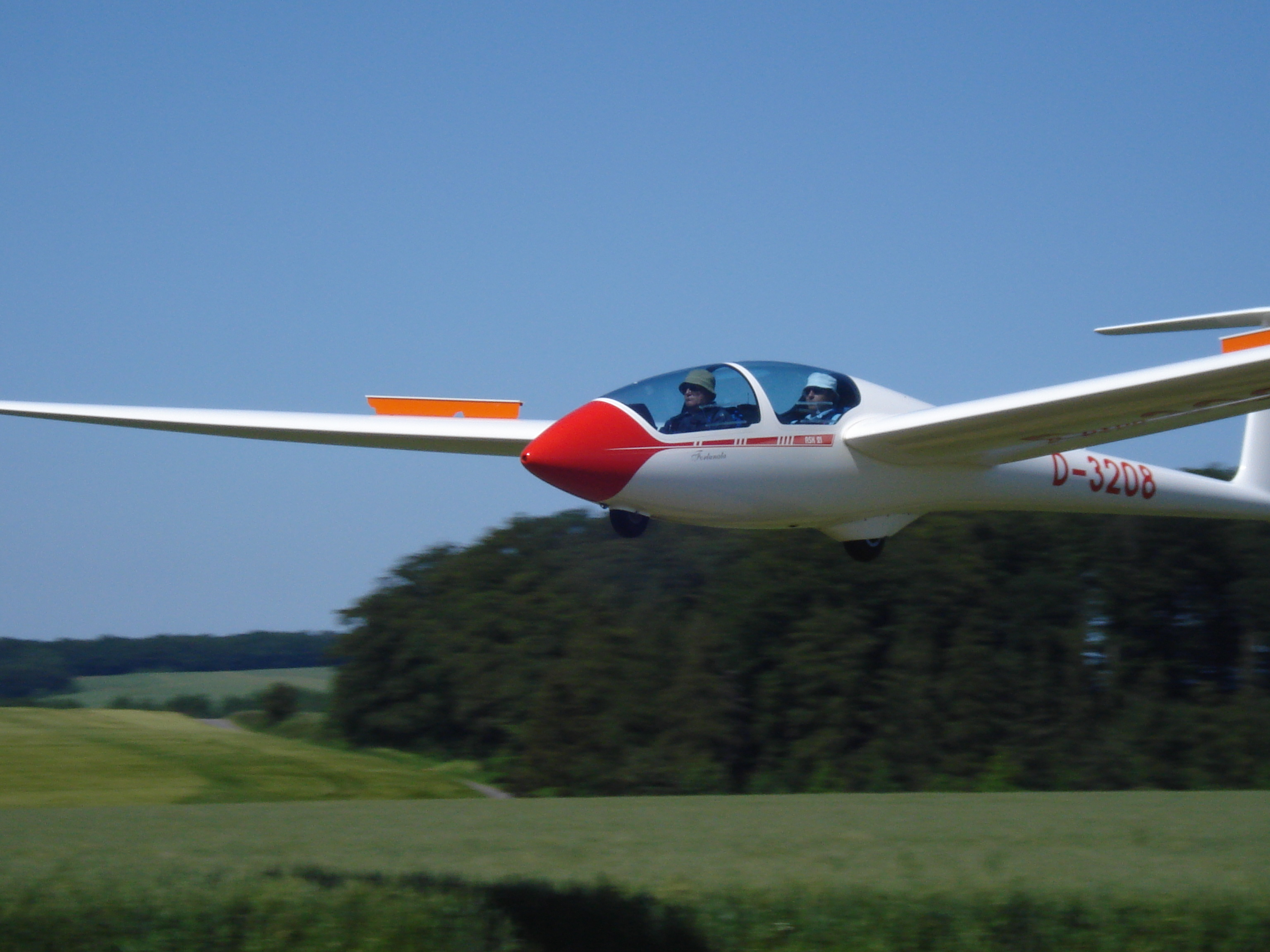
ASK 21 kurz vor dem Aufsetzen

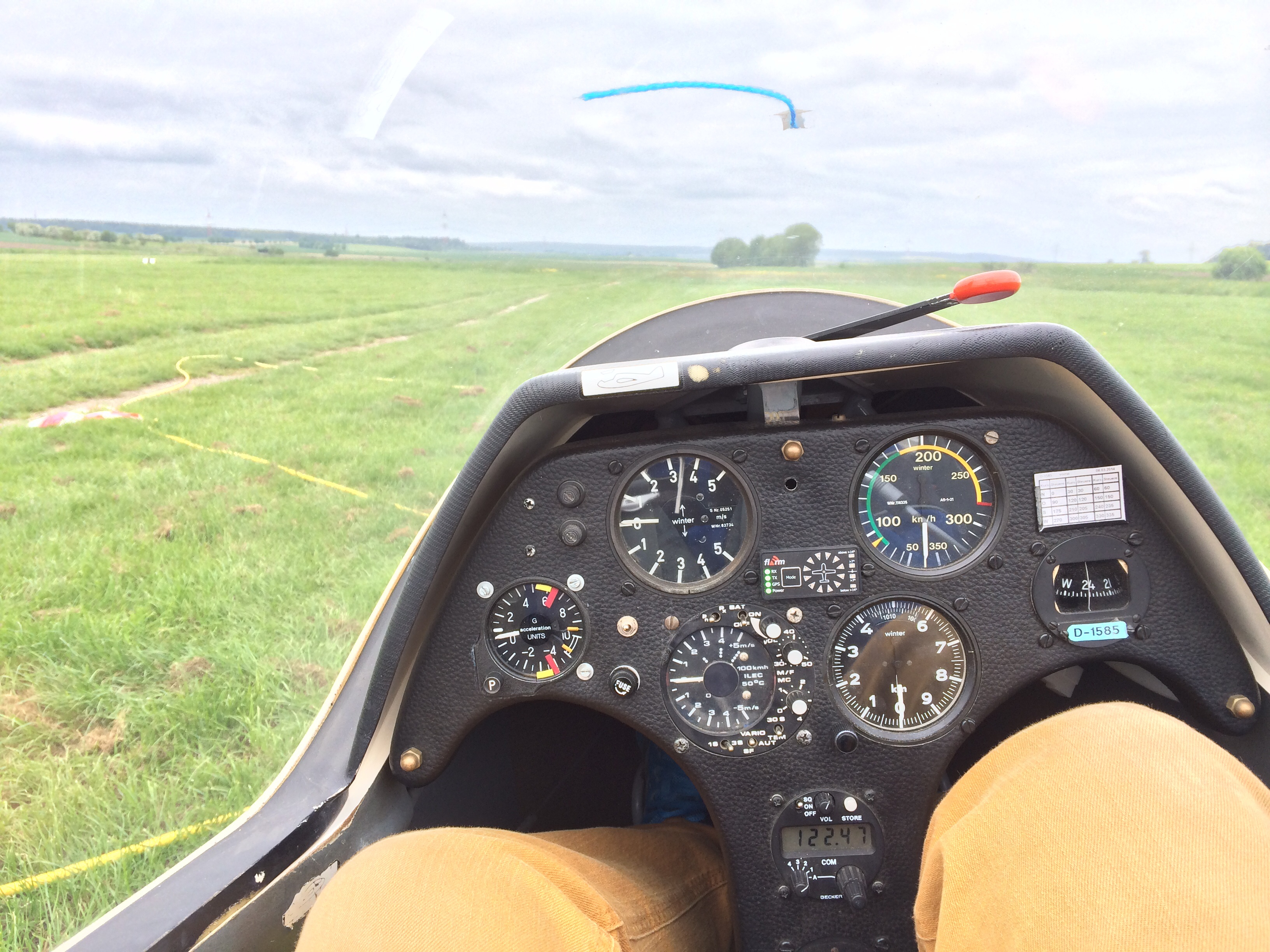
Nicht serienmäßiges Instrumentenbrett einer ASK 21 für größere Personen

Es sind nur die Daten angegeben, die sich im Vergleich zum reinen Segelflugzeug geändert haben.